# Nueva palabra rusa
"Novoye Russkoe Slovo" - es un periódico en lengua rusa, publicado en papel en Nueva York desde 1910 hasta 2010. El periódico publicaba tanto información de actualidad como ficción de emigrantes rusos. En 2022 relanzó su edición en línea y ahora es una publicación en idioma ruso sobre la vida en Estados Unidos.

## Historia del periódico
El primer número se publicó el 15 de abril de 1910. Hasta 1920 se publicó con el nombre de "Russkoye Slovo". Así pues, Novoye Russkoe Slovo (el primer número fue editado el 20 de agosto de 1920) es el periódico en lengua rusa más antiguo del mundo publicado ininterrumpidamente.
Hasta el 10 de abril de 2009, el periódico se publicaba en formato diario, y desde el 17 de abril de 2009, comenzó a publicarse en formato semanal. Al mismo tiempo, el periódico publicaba un suplemento especial con traducciones de artículos de The New York Times al ruso.
Desde los años treinta ha sido la mayor publicación periódica en ruso de Estados Unidos. En 1921 la tirada era de 32,4 mil ejemplares, en 1976 de 26 mil, y en 2006 de 150 mil.
Según N. A. Borodin, el periódico era "sin duda el periódico ruso más decente y más hábilmente dirigido en América".
P. A. Berlin, D. V. Konstantinov, M. V. Vishniak, D. Y. Dalin, B. Dvinov, E. D. Kuskova, V. K. Zavalishin, V. P. Nekrasov, A. V. Dubrov, A. G. Dubrova, A. E. Levitin-Krasnov, E. V. Limonov, Sergei Dovlatov en la segunda parte de la historia "Craft" sacaron al redactor jefe Andrei Sedykh (Yakov Moiseevich Tsvibak) en la imagen satírica de Bogolyubov, el nombre del propio periódico en la historia fue cambiado a "Word and Deed".
Asimismo, el periódico participó en el Congreso Mundial de la Prensa Rusa y fue miembro de la Asociación Mundial de la Prensa Rusa
En la década de 1990, Novoye Russkoe Slovo tuvo la mayor tirada entre la prensa en lengua extranjera de Estados Unidos, superando incluso a las publicaciones en español. Durante estos años, colaboraron con el periódico Konstantin Kuzminsky, Vladimir Kozlovsky, Gennady Katsov, Alexander Genis, Mikhail Epshtein, Natalia Zhukova (Kozlova) y otros.
De 2006 a 2008, se publicó en Moscú una versión semanal del periódico para su distribución en Rusia y otros países de la antigua Unión Soviética.
Como escribió Jan Runov, "La agonía duró bastante tiempo: los lectores notaban que cada vez había menos anuncios y menos material impreso. El periódico "adelgazaba". Los periodistas cultos y populares lo abandonaban y, por lo tanto, era cada vez era menos rentable. El 10 de abril de 2009 se publicó el último número diario. El 17 de abril, el periódico comenzó a editarse como semanario, publicado los viernes conjuntamente con The New York Times.
En abril de 2010, se celebró el centenario del periódico en una gala en Nueva York.
Antes de su cierre en 2010, el periódico fue cofundador del premio literario O. Henry Gifts of the Magi con los editores de The New Journal En noviembre de 2010, se anunció la suspensión de la publicación del periódico.
"Desgraciadamente, el periódico, que este año celebraba su centenario, cesó su actividad en noviembre. La dirección prometió reanudar la publicación a partir del nuevo año, pero si esto se llevará o no a cabo es una incógnita. Como coordinador, sólo puedo dar las gracias al periódico por haber cumplido con sus obligaciones para con los organizadores: contribuyó al fondo de premios" Vadim Yarmolinets.
Según la versión del editor Valery Vainberg esto fue debido a la reorganización de la publicación en un diario. Según otra versión, fue debido al colapso financiero.
Doce años después, en 2022, se relanzó la versión en línea en nrslovo.com. Editor - Yuri Mosha.
Una de las últimas noticias con respecto al periódico Novoye Russkoe Slovo ha sido: Una petición para recoger firmas, a la que ya se han adherido muchas personas. Los firmantes exigen sanciones no sólo contra Kirkorov, sino también contra otras personalidades rusas del ámbito artístico y cultural.

## Redactores
- И. K. Okuntsov (1910-1920);
- A. I. Krechar (1920 - ?);
- М. Weinbaum (1922-1973);
- И. L. Durmashkin;
- Л. M. Pasvolsky;
- М. Vilchur;
- Y. S. Srechinsky;
- А. Sedykh;
- Л. Shakova
- Г. A. Weiner;
- В. Weinberg.

## Premios
- Gratitud del Presidente de la Federación Rusa (21 de junio de 1999) por  muchos años de trabajo activo y gran contribución al desarrollo de la prensa rusa en el extranjero.[18]
- Certificado de Mérito del Gobierno de la Federación Rusa (20 de mayo de 2010) por su gran contribución a la preservación de la lengua y la cultura rusas, así como a la consolidación de los compatriotas en el extranjero.